# Aeroportul Kikori
Aeroportul Kikori (IATA: KRI, ICAO: AYKK) este un aeroport din Gulf Province⁠(d), Papua Noua Guinee. A fost numit după Kikori⁠(d).
Situat la o altitudine de 12 m, aeroportul dispune de o singură pistă.